# Conan delle isole
Conan delle isole (Conan of the Isles) è un romanzo heroic fantasy scritto da L. Sprague de Camp e Lin Carter con protagonista Conan il barbaro, personaggio creato da Robert E. Howard.
È il dodicesimo e ultimo tomo di una serie di dodici volumi dedicata al personaggio.

## Storia editoriale
l personaggio di Conan era stato creato da Robert Howard nel 1932 e fu protagonista di diversi romanzi e racconti pubblicati sulla rivista Weird Tales fino alla morte dello scrittore nel 1936. Circa vent'anni dopo la casa editrice Gnome Press acquisì i diritti per ristampare in volume il ciclo di Conan e affidò la curatela del progetto al romanziere L. Sprague de Camp, importante autore della rivista Unknown concorrente di Weird Tales; egli decise di organizzare i testi di Howard secondo una cronologia interna da lui ipotizzata (laddove Howard li aveva composti in ordine anacronico) e aggiunse ai cinque volumi di materiali "canonici" due tomi di testi "apocrifi", composti di suo pugno o dal collaboratore Björn Nyberg. Circa dieci anni dopo i diritti passarono da Gnome Press a Lancer Books e il nuovo editore incaricò de Camp e il suo collaboratore Lin Carter di espandere ulteriormente la serie, allestendo così una nuova edizione in dodici volumi.
L'ultimo volume Conan of the Isles è uno dei quattro tomi completamente "apocrifi" inclusi nella collana, assieme alla raccolta di racconti Conan di Aquilonia e ai due romanzi Conan il bucaniere e Conan il vendicatore; fu pubblicato in brossura da Lancer Books nell'ottobre 1968, e fu ristampato nel luglio 1970, 1972 e maggio 1973; dopo il fallimento di Lancer a cavallo fra 1976 e 1977, Ace Books rilevò i diritti sulla serie e il volume fu ristampato a marchio Ace nel maggio 1977, maggio 1979, aprile 1980, luglio 1981, aprile e novembre 1982, novembre 1983, giugno 1984, settembre 1986, febbraio 1991 e maggio 1994. La prima edizione britannica fu distribuita da Sphere Books nel dicembre 1974 e venne ristampata varie volte da vari editori. Il romanzo è anche stato tradotto in francese, tedesco, spagnolo, russo e giapponese.
La prima traduzione italiana di Conan delle Isole è stata nell'omnibus tascabile cartonato L'era Hyboriana di Conan il Cimmero (comprendente anche il decimo e undicesimo tomo) pubblicato nel 1981 da Editrice Nord entro la Fantacollana, collana nella quale venne tradotta l'intera serie Lancer/Ace (seppur in ordine sfasato rispetto alla cronologia interna); il romanzo è stato riproposto dallo stesso editore entro il volume omnibus di grande formato Il Regno di Conan il Grande della linea Grandi Opere Nord nel 1989, e poi ancora in una ristampa in brossura tascabile de L'era Hyboriana di Conan il Cimmero intitolata L'era hyboriana di Conan, edita nella linea Tascabili Super Omnibus nel 1994.

## Trama
In seguito agli avvenimenti narrati nella raccolta di racconti Conan di Aquilonia, re Conan governa in pace il paese di Aquilonia e lo rende una potenza egemone su tutti i paesi hyboriani; il principe ereditario Conn si rivela un valido leader, degno erede del padre, ma quando Conan si avvicina ai settant'anni la regina Zenobia muore dando alla luce una figlia. Privato delle gioie sia della guerra sia dell'amore, Conan inizia a temere una morte indegna nel proprio letto, logorato dalla vecchiaia e dalla burocrazia di corte, ma improvvisamente il conte Trocero di Poitain, suo fedele amico e consigliere, scompare nel nulla assieme a numerosi altri cortigiani, rapito da misteriose creature sovrannaturali note come Ombre Rosse. Mentre indaga sulla natura del fenomeno Conan viene visitato in sogno dal saggio Epemitreus, un antico mago aquiloniano che già lo aveva assistito nel racconto "La fenice sulla lama", e apprende da questi che le Ombre Rosse sono i messaggeri di Xotli, un dio maligno che domina sul misterioso arcipelago di Antillia e si sostenta con sacrifici umani catturati ai quattro angoli della Terra. 
Seguendo le indicazioni del mago (e i propri stessi desideri) Conan abdica dal trono di Aquilonia in favore di Conn (che sale al trono come Conan II), arruola una ciurma di pirati grazie ai propri trascorsi giovanili di bucaniere, e si mette in viaggio verso Occidente per raggiungere Antillia e liberare gli Aquiloniani rapiti; in prossimità delle isole la nave pirata è catturata dalla flotta antillana, ma Conan riesce a raggiungere da solo la città di Ptahuacan e si infiltra nel grande tempio di Xotli, dove scatena le bestie sacre del dio contro i sacerdoti e libera i prigionieri destinati al sacrificio. Infuriato da questo sacrilegio, Xotli assume forma corporea e cerca di annientare Conan, ma questi usa un talismano magico fornitogli da Epemitreus per far manifestare a sua volta il dio hyboriano Mitra, che ingaggia una violenta battaglia con Xotli e riesce ad annientarlo una volta per tutte. Privata del suo corrotto clero, la popolazione antilliana si dà un nuovo governo laico, ma Conan scopre che il conte Trocero era già stato assassinato: preso sia da malinconia sia da sete d'avventura, egli si rimette in viaggio verso Ovest con la propria ciurma pirata e scompare nelle luci del tramonto, svanendo dalle cronache di Aquilonia ma raggiungendo il continente di Mayapan, ove verrà ricordato col nome di Quetzalcoatl.
Si noti che tutte le edizioni italiane del romanzo vi accludono in appendice il saggio di Howard La fine dell'era Hyboriana (The Hyborian Age - Part 2, composto fra 1932 e 1933), in cui l'autore descrive a livello storiografico ed etnografico le guerre e le migrazioni successive alla morte di Conan che determinano la fine dell'era hyboriana (la fittizia epoca preistorica in cui si svolgono le avventure dell'eroe) e il suo trapasso nella storia documentata. Nell'edizione originale questo saggio è semplicemente accluso al decimo romanzo Conan il vendicatore, mentre la traduzione italiana lo propone come vero e proprio epilogo della saga.

## Seguiti
Nella sua postfazione al romanzo Conan the Victorious di Robert Jordan (1984), de Camp ha ipotizzato che Conan potrebbe essere morto durante le sue avventure a Mayapan, ma potrebbe anche essere rientrato in Aquilonia in tardissima età per morire in battaglia al fianco di suo figlio Conn; questa seconda ipotesi era già stata messa in scena da Carter nella poesia "Death-Song of Conan the Cimmerian", composta nel 1972 e confluita nel canzoniere lirico Dreams from R'lyeh (Arkham House, 1975).

## Opere derivate
- Conan delle isole (Conan of the Isles), romanzo a fumetti scritto da Roy Thomas, disegnato da John Buscema e inchiostrato da Dan Bulanadi, Armando Gil, Ricardo Villamonte e Dave Simons. Traduzione italiana in Serie Grandi Eroi n. 47, Comic Art, luglio 1989.[3]